# Nilopegamys plumbeus
Nilopegamys plumbeus är ett mycket sällsynt däggdjur i familjen råttdjur. Efter upptäckten 1927 hittades inga fler individer. Kanske är arten utdöd.
På grund av kroppens form antas att arten är en aktiv simmare medan andra medlemmar av Colomys-släktgruppen stannar vid vattendragens strandlinje. Levnadssättet antas vara lika som hos fiskråttor som lever i Sydamerika eller hos Australiska vattenråttor.

## Utseende
Den individ som blev uppmätt (holotyp) hade en kroppslängd (huvud och bål) av 148 mm och en svanslängd av 180 mm. Vikten noterades inte men uppskattades senare med 70 till 80 gram. Den mjuka och ulliga pälsen är på ovansidan brun och det finns en tydlig gräns till den vita undersidan. Även den långa svansen har en mörk ovansida och en ljus undersida. Nilopegamys plumbeus skiljer sig från den närbesläktade arten Colomys goslingi i detaljer av skallens och tändernas konstruktion. Dessutom har Nilopegamys plumbeus mindre öron.

## Utbredning och status
Den kända individen hittades i nordvästra Etiopien vid en källflod av Blå Nilen cirka 2600 meter över havet. Habitatet utgörs troligen av vegetationen vid strandlinjen och av vattendraget själv. Området är numera betesmark. IUCN listar Nilopegamys plumbeus som akut hotad (CR).